# جيمس لاركن وايت
جيمس لاركن وايت (بالإنجليزية: James Larkin White)‏ هو مستكشف أمريكي، ولد في 11 يوليو 1882 في مقاطعة ماسون في الولايات المتحدة، وتوفي في 26 أبريل 1946 في كارلسباد في الولايات المتحدة بسبب خثار.

## وصلات خارجية
- جيمس لاركن وايت على موقع الموسوعة البريطانية (الإنجليزية)